# 奥平朝昌
奥平 朝昌（おくだいら ちょうしょう、雍正6年8月14日（1728年9月17日） - 嘉慶10年2月12日（1805年3月12日））は琉球王国第二尚氏王統の人。本来は向氏名嘉原家十一世であるが、室の家に跡継ぎがいなかったため嗣子となり、向氏辺土名殿内十四世となった。唐名は向重勲、童名を樽金という。
室：思乙は劇聖と称される向受祐・玉城親方朝薫の孫にあたり、同家の男系子孫が絶えたために朝昌が家を継いだ。
同家では向受祐・玉城親方朝薫が歌三線をよくし湛水流を修めていたが、それは子の向廷瑛・奥平親雲上朝喜をへて、朝昌に伝えられた。朝昌はそれを伊志嶺朝撫に伝えた。

## 系譜
実父は向正中・恩河親方朝村（なお『氏集』69番の「朝材」の記載は誤植）であるが、室の甥の家を継いだ。子に一男三女をもうけるが、男子がはやくに亡くなったため朝昌のあとは娘婿の向良贊・熱田親雲上朝長が継いだ。
- 実父：向正中・恩河親方朝村
- 実母：向氏思乙
  - 兄（次男）：向重華・花城親方朝楞
- 室の父：向廷瑚・玉城親雲上朝嘉
  - 室の弟：向維新・奥平親雲上朝義
    - 室の甥：向弘業・奥平里主朝栄
- 室：向氏思乙　（向廷瑚・玉城親雲上朝嘉の四女）
  - 長女：思乙　（馬氏名護里之子親雲上良寛に嫁ぐ）
  - 次女：真加戸　（麻氏諸見里里之子親雲上真賀に嫁ぐ）
  - 長男：向那珍・恩河子朝盛
  - 三女：真牛　（のちに同家十五世となる向良贊・熱田親雲上朝長に嫁ぐ）
  - 猶子：向良贊・熱田親雲上朝長

## 経歴（月日は旧暦）
- 1728年（雍正6）8月14日　生まれる。
- 1740年（乾隆5）2月12日　カタカシラを結う（→恩河子朝昌）。
- 1752年（乾隆17）12月1日　若里之子に陞る（→恩河里之子朝昌）。
- 1755年（乾隆20）12月1日　黄冠に陞る（→恩河里之子親雲上朝昌）。
- 1762年（乾隆27）2月11日　御物奉行方仮筆者となる。
  - 12月10日　実兄も同じく物奉行方にて勤務することになり、同名がいては不便であるので訴えにより安室に改名（→安室里之子親雲上朝昌）。
- 1770年（乾隆35）5月11日　安室からもとの恩河に改名（→恩河里之子親雲上朝昌）。
- 1774年（乾隆39）4月4日　接貢のため脇筆者として中国へ。
- 1775年（乾隆40）5月5日　帰国。
- 1781年（乾隆46）3月4日　進貢使節の大筆者として中国へ（耳目官は向翼・東風平親雲上朝睦）。
- 1782年（乾隆47）2月24日　帰国。
  - 6月14日　返上物宰領として薩摩へ上国。
- 1783年（乾隆48）2月14日　帰国。
  - 12月1日　御船手奉行となる。
- 1786年（乾隆51）6月13日　高奉行となる。
- 1787年（乾隆52）5月15日　室の甥：向弘業・奥平里主朝栄が亡くなる（享年19）。
  - 8月10日　室の甥の家を継ぎ、豊見城間切平良地頭となる（→奥平親雲上朝昌）。
- 1788年（乾隆53）7月14日　接貢のため官舎として中国へ。
- 1789年（乾隆54）7月2日　首里へ戻る。
- 1791年（乾隆56）12月1日　日帳主取となる。
- 1792年（乾隆57）12月1日　泊地頭職となる。
- 1793年（乾隆58）12月1日　紫冠に陞る（→奥平親方朝昌）。
- 1794年（乾隆59）12月1日　勘定奉行となる。
- 1795年（乾隆60）10月6日　次回の江戸上りに際し楽稽古奉行となる。勘定奉行も兼任。
- 1796年（嘉慶1）12月1日　寺社奉行となる。
- 1797年（嘉慶2）7月19日　江戸上りのため薩摩へ向かう。しかし途中で台風にあい、船と積荷を失う。
- 1798年（嘉慶3）2月21日　島づたいに移動し鹿児島到着。
- 1799年（嘉慶4）9月15日　冊封使の来琉にそなえ、踊奉行となる。
  - 11月16日　帰国。
- 1800年（嘉慶5）12月1日　寺社奉行となる。
- 1804年（嘉慶9）3月28日　中城間切熱田地頭となる。
  - 12月1日　勘定奉行となる。
- 1805年（嘉慶10）2月12日　亡くなる（享年78）。